# Кузьменково (Роменский район)
Кузьменково (укр. Кузьменкове) — село,
Перекрестовский сельский совет,
Роменский район,
Сумская область,
Украина. Население по переписи 2001 года составляло 4 человека .

## Географическое положение
Село Кузьменково находится на автомобильной дороге Т-1913.
На расстоянии в 0,5 км расположено село Зюзюки и в 1 км — село Кашпуры.